# Maria Königin (Bad Lauchstädt)

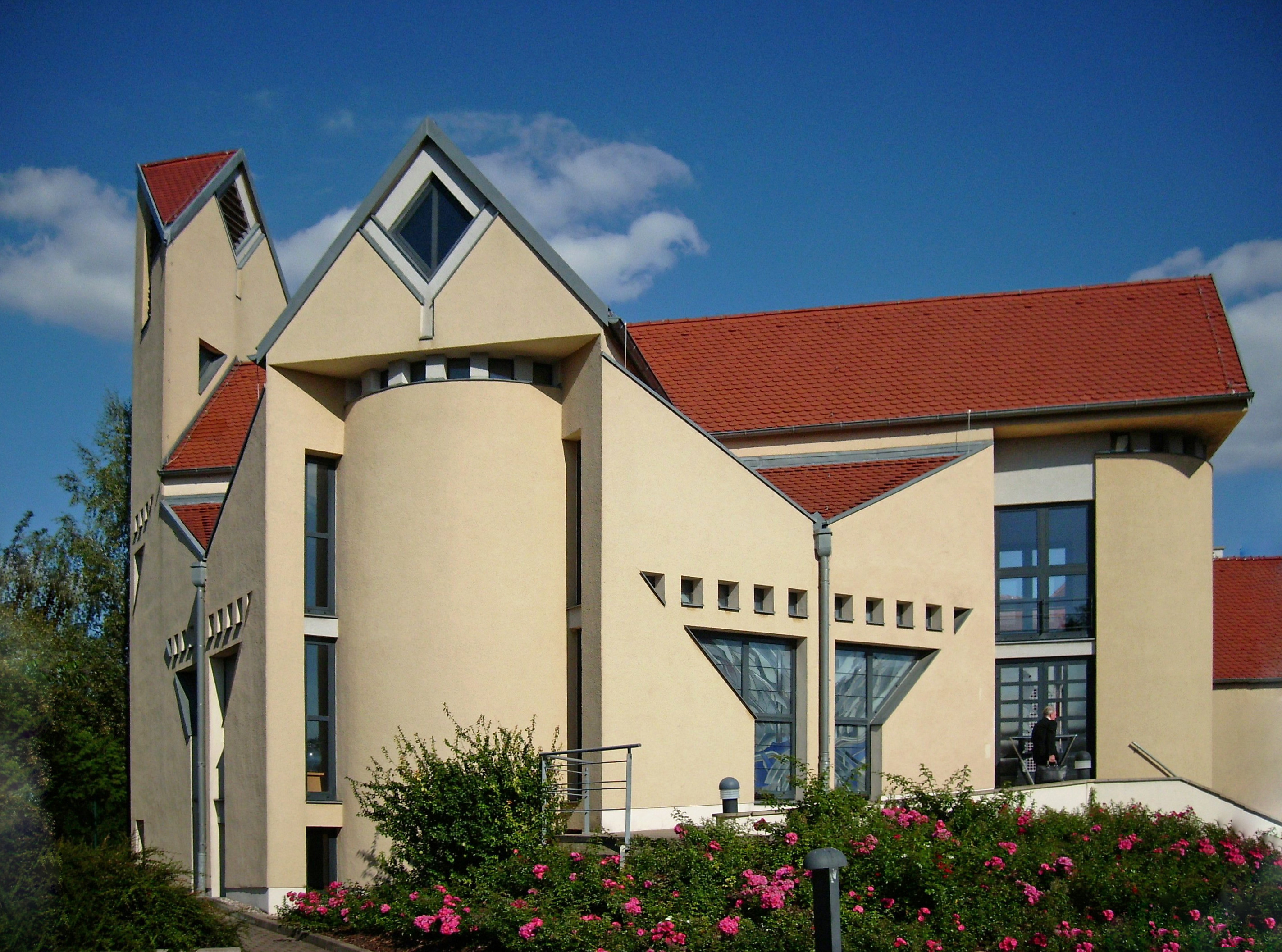
Maria-Königin-Kirche

Maria Königin, auch als St. Maria Regina (Latein) bezeichnet, ist die römisch-katholische Kirche in Bad Lauchstädt, einer Stadt im Saalekreis in Sachsen-Anhalt. Die nach dem Marientitel Maria Königin benannte Kirche gehört zur Pfarrei St. Norbert mit Sitz in Merseburg im Dekanat Merseburg des Bistums Magdeburg.

## Geschichte
Nachdem im seit der Reformation lutherisch geprägten Schafstädt Katholiken wohnhaft wurden, fanden vom 8. Juni 1902 an gelegentlich katholische Gottesdienste in Schafstädt statt. Bemühungen, in Schafstädt ein Grundstück für die Katholiken zu erwerben, blieben erfolglos. 1905 lebten 173 Katholiken in Schafstädt, eine kleinere Zahl von Katholiken lebte im benachbarten Lauchstädt (seit 1925 Bad Lauchstädt).
Seit Anfang 1945 finden auch in Bad Lauchstädt katholische Gottesdienste statt. Pater Niering SVD von den Steyler Missionaren übernahm vom 4. Februar 1945 an bis Mitte Juni 1945 die Seelsorge in Bad Lauchstädt und Schafstädt; er wohnte im Gasthaus Deutsches Haus, dessen Inhaber ebenfalls katholisch war. Nach seinem Weggang übten wie auch schon zuvor die Geistlichen aus Merseburg die Seelsorge in Bad Lauchstädt aus.
Durch die Flucht und Vertreibung Deutscher aus Mittel- und Osteuropa stieg die Zahl der Katholiken in Bad Lauchstädt ab 1946 stark an, sodass Bad Lauchstädt wieder einen eigenen Geistlichen bekam. Am 31. März 1946 wurde Pfarrer und Dekan Ernst Czarnetzki zum außerplanmäßigen Vikar von Merseburg mit Sitz in Bad Lauchstädt ernannt. Er wohnte zunächst in einer Mansarde in der Gottschedstraße. Dadurch wurde die katholische Kirchengemeinde Bad Lauchstädt begründet, die am 1. November 1947 zu einer Kuratie erhoben wurde. Ihre erster Kuratus wurde Friedrich Roter, der 1947 die Seelsorge in Bad Lauchstädt übernommen hatte.
Die Kuratie Bad Lauchstädt erwarb 1952 von einer Arztwitwe ein Hausgrundstück (Hallesche Straße 8). Das dortige, 1909 erbaute Wohnhaus wurde im Dezember 1952 von Kuratus Friedrich Roter und Vikar Raimund Broeske (1926–2010) bezogen. 1954 verließ Kuratus Roter Bad Lauchstädt und Raimund Broeske übernahm die Kuratie Bad Lauchstädt.
1956 begann der Bau einer Kapelle auf dem Grundstück Naumburger Straße 23, wofür das Schützenhaus abgerissen wurde. Am 2. Juni 1957 erfolgte die Weihe der Kapelle durch Friedrich Maria Rintelen, den Weihbischof des Erzbistums Paderborn, zu dem Bad Lauchstädt damals gehörte. Die schlichte Kapelle erhielt das Patrozinium St. Maria Regina.
Am 1. April 1959 wurde die Kuratie Bad Lauchstädt zur Filialkirchengemeinde erhoben und Kuratus Raimund Broeske zum Pfarrvikar befördert. 1978 gehörten zur Filialkirchengemeinde Bad Lauchstädt rund 1000 Katholiken. Zur Errichtung einer Pfarrei kam es in Bad Lauchstädt nicht.
Bereits 1987 plante das Bischöfliche Amt Magdeburg den Neubau einer Kirche in Bad Lauchstädt, um die damalige Marienkapelle zu ersetzen. Die konkreten Planungen begannen im Dezember 1991, der Baubeginn erfolgte 1992. Am 24. April 1994 erfolgte die Kirchweihe durch Leo Nowak, den in Magdeburg residierenden Weihbischof des Erzbistums Paderborn, zu dem Bad Lauchstädt damals offiziell noch gehörte. Am 8. Juli 1994 wurde das Bistum Magdeburg gegründet, und die Zugehörigkeit Bad Lauchstädts wechselte vom Erzbistum Paderborn zum Bistum Magdeburg.
Am 1. September 2007 wurde der Gemeindeverbund Merseburg – Bad Dürrenberg – Leuna – Großkayna – Schkopau – Braunsbedra/Neumark – Bad Lauchstädt – Langeneichstädt – Mücheln errichtet. Damals gehörten zur Filialkirchengemeinde Bad Lauchstädt nur noch rund 420 Katholiken.
Am 1. Januar 2009 wurde das Dekanat Merseburg gegründet, dem Bad Lauchstädt von da an angehörte.
Aus dem Gemeindeverbund entstand am 2. Mai 2010 die heutige Pfarrei St. Norbert mit Sitz in Merseburg, zu der neben der Maria-Königin-Kirche in Bad Lauchstädt auch die Kirchen St. Bonifatius in Bad Dürrenberg, Christkönig in Leuna, St. Norbert in Merseburg und St. Heinrich in Neumark gehören. Die damals ebenfalls zur Pfarrei St. Norbert gehörenden Kirchen Hl. Drei Könige in Großkayna, St. Bruno in Langeneichstädt, St. Ulrich in Merseburg, Herz Jesu in Neubiendorf und St. Anna in Schkopau wurden inzwischen profaniert.

## Architektur und Ausstattung
Die Kirche steht im Süden von Bad Lauchstädt, auf dem Grundstück Gottschedstraße 1, an der Ecke zur Naumburger Straße. Entworfen wurde die Kirche vom Architekt Ralf Niebergall aus Halle (Saale), der 1991 Präsident der Architektenkammer Sachsen-Anhalt, 1995 Professor für Gebäudelehre und Entwerfen an der Fachhochschule Magdeburg und 2013 Vizepräsident der Bundesarchitektenkammer wurde.
Das Dach der Kirche hat die Form eines Lateinischen Kreuzes. An der Nordseite ragt der kleine Turm, der auf einem dreieckigen Grundriss steht, aus dem Kirchengebäude heraus. Baulich verbunden mit der Kirche ist das Gemeindehaus.
Die Kirche ist nach Norden ausgerichtet. Über eine an der Südseite vorhandene Treppe kann die Empore erreicht werden. An der Rückwand des Altarraums steht der Tabernakel, darüber ist ein Kruzifix angebracht. Die üblicherweise einzelnen Stationen des Kreuzweges wurden zu einem Bild, das als Relief ausgeführt ist, vereint.